# Capital de risc
Capitalul de risc este capitalul financiar oferit companiilor în stadiul incipient, cu risc ridicat și potențial ridicat pentru a se putea dezvolta. Fondul de investiții de capital de risc câștigă bani deținând o parte din capitalul propriu al firmei în care investește, care de obicei are o tehnologie nouă sau un model de afacere în industriile de înaltă tehnologie, cum ar fi biotehnologia, IT și software. Investiția tipică de capital de risc are loc după etapa capitalului inițial, ca prima etapă de capital instituțional pentru a finanța dezvoltarea economică, cu interesul de a genera venituri prin realizare eventuală a unui eveniment, cum ar fi o ofertă publică inițială sau vânzarea companiei. Capitalul de risc este un subset al investițiilor de capital. Prin urmare, tot capitalul de risc este capital de investiții, dar nu tot capitalul de investiții este capital de risc.